# Henry Yule

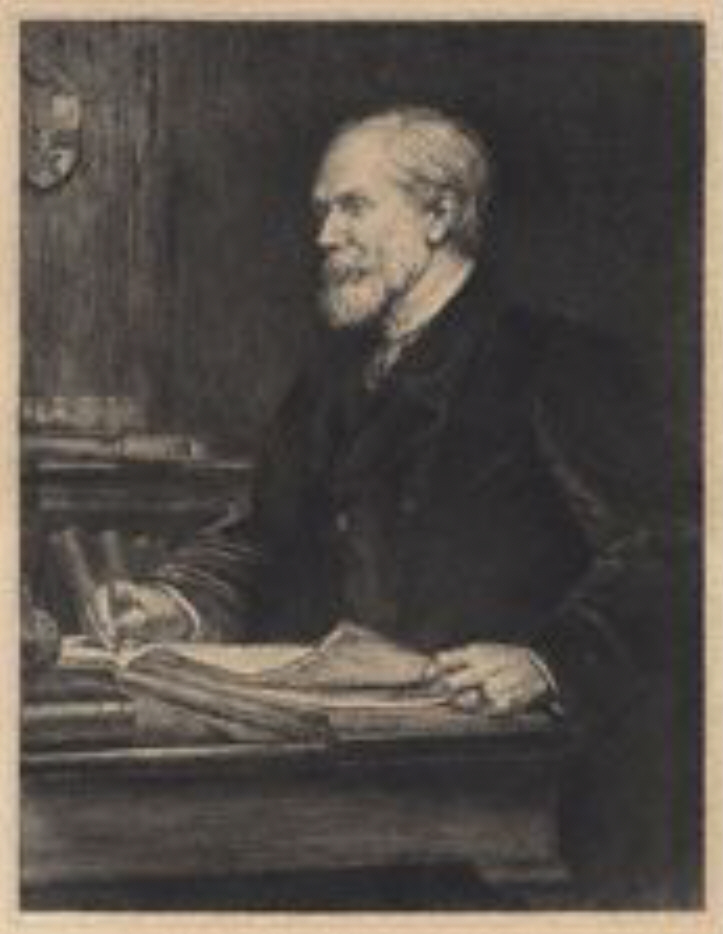
Sir Henry Yule (1820–1889), um 1880; Gemälde von Theodore Blake Wirgman

Sir Henry Yule KCSI CB (* 1. Mai 1820 in Inveresk, bei Edinburgh, Schottland; † 30. Dezember 1889 in London) war ein schottischer Ingenieur, Geograph, Eisenbahnplaner und Orientalist.

## Leben

### Familie, Jugend, Geschwister
Yule wurde als dritter Sohn von Major William Yule (1764–1839) geboren, einem Kenner und Sammler persischer und arabischer Schriften, stellvertretender Resident an den Höfen von Oudh und Delhi (dort unter dem Residenten David Ochterlony). Nach seiner Rückkehr aus dem Militärdienst bei der Bengal Army in Indien (1806) gab er die Apothegms of Ali (Sinnsprüche Alis, des Schwiegersohns des Propheten Mohammed), auf Arabisch, in einer alten persischen und einer eigenen englischen Übersetzung heraus (1832). Zudem galt er als vehementer Gegner der Sklaverei bis zu ihrem Verbot im Jahr 1834. Die drei Söhne folgten seinem Beispiel und gingen alle nach Indien. Dies waren (außer Henry)
- George Udny Yule (1813–1886), 1832 Eintritt in den Bengal Civil Service, befriedete als Commissioner der Bhagalpur-Region die Santals nach deren Aufstand von 1855–56, danach Chief-Commissioner von Oudh. 1862 Heirat, anschließend Resident in Hyderabad und 1867 Berufung in den Rat des Generalgouverneurs. Nach 30 Jahren Aufenthalt in Indien 1859 erstmals (gemeinsam mit seinem Bruder Henry) Rückkehr nach England und nach der Pensionierung 1869 Ansiedlung in London in der Nähe seines Bruders Henry.
- Robert Yule (1817–1857), fiel als Kavallerist während des Indischen Aufstands.

Ihr Onkel, der jüngere Bruder des Vaters, Udney Yule, war Resident auf Java unter Gouverneur Sir Thomas Stamford Raffles (1781–1826) gewesen, dem Gründer von Singapur (1819).

### Schule, Ausbildung, Dienst in Indien
Nach dem frühen Tod der Mutter erhielt Henry Yule seine schulische Ausbildung u. a. in Edinburgh, bevor er 1836 zum Rechtsstudium zur University College nach London wechselte; da er die Karriere beim Militär jedoch vorzog, besuchte er 1837 das Militärcolleg der Britische Ostindien-Kompanie in Addiscombe und seit 1839 die Ingenieurschule der Royal Engineers in Chatham. Bei den Mitschülern nahm er wegen seines starken Charakters, seiner klassischen Bildung, seines breiten Wissens, angeborenen Humors, Kameradschaftssinns und Rechtsgefühls rasch eine Anführerrolle ein. Hinzu kamen ein ausgezeichnetes Gedächtnis und musische Fähigkeiten wie Zeichentechnik sowie ein schauspielerisches Talent. 1840 trat Yule als Offizier bei den Bengal Engineers ein, wo man ihn bald im Nordosten des Landes in den Khasi-Hills im heutigen indischen Bundesstaat Meghalaya einsetzte, um Abtransportmöglichkeiten für die dort vorhandene Kohle zu erkunden; seine Berichte über die Ausbeutung der Eisenvorkommen und die dortige matrilineare Gesellschaft wurden 1842 und 1844 im Journal of the Asiatic Society of Bengal veröffentlicht.
1843 heiratete Yule seine Cousine Annie, die ihn zunächst nach Indien begleitete, wegen ihrer schlechten Gesundheit aber bald nach England zurückkehren musste. Die nächsten Jahre verbrachte er im Nordwesten Indiens mit der Erneuerung des von den Mogul-Herrschern eingerichteten Bewässerungssystems (Kanalbau). Hatte er bereits zuvor unter Robert Napier (1810–1890) an regionalen Militäraktionen teilgenommen, so war er auch am Ersten (1845–46) und Zweiten Sikh-Krieg (1848–49) aktiv, teilweise auch nur im Brückenbau, beteiligt. Als Leitender Ingenieur beaufsichtigte er später von Roorkee aus den Ausbau des Gangeskanals, der das Zweistromland (Doab) zwischen dem Oberlauf des Ganges und der Yamuna bewässern sollte.
Die nächsten drei Jahre (1849–52) kehrte er nach Edinburgh zu seiner Frau zurück und kaufte dort ein Haus; 1852 wurde die Tochter Amy Frances geboren. Yule war während dieser Zeit als Dozent an der Schottischen Marine- und Militärakademie in Edinburgh tätig und beschäftigte sich schriftstellerisch mit dem Befestigungswesen, der Rolle der britischen Flotte beim ostafrikanischen Sklavenhandel und Tibet.
Nach seiner Rückkehr nach Bengalen im Jahr 1853 schrieb Yule Berichte über seine Erkundungsreise durch Arakan, den unwegsamen Küstenstrich zwischen Bengalen und dem heutigen Myanmar, dem damaligen Burma, bei dem er fast umgekommen wäre, sowie über die Befestigungsanlagen von Singapur. In seiner Eigenschaft als Under-Secretary der Abteilung für Öffentliche Arbeiten (seit 1858 als Secretary) hatte Yule nun vor allem die für Entwicklung des Eisenbahn-Schienennetzes zu sorgen, wobei er aus Kostengründen die – sogar aus seiner eigenen Sicht im Nachhinein falsche – Entscheidung für das Meterspurnetz traf, das sich im Nachhinein durch das rasante Anwachsen des Verkehrs, der Exporte und transportierten Gewichte als kostspielig im Betrieb, aufwändig in der Unterhaltung und bis heute als quälendes Verkehrshindernis erwies.
Als Sekretär von Colonel Arthur Purves Phayre begleitete er diesen 1855 auf einer politischen Mission nach Ava, die er 1858 in seiner selbst illustrierten Narrative of the Mission to the Court of Ava beschrieb. Die heitere, ungezwungene Atmosphäre in Burma sagte ihm mehr zu als der mühsame Bürokratenalltag in der Hauptstadt Calcutta. Das Werk brachte ihm erstmals öffentliche Anerkennung.
Yule stand zwar in engem, ja freundschaftlichem Kontakt mit Generalgouverneur Lord Dalhousie (1812–1860) und Generalgouverneur (später Vizekönig) Lord Canning (1812–1862), die Ereignisse um den Indischen Aufstand von 1857–58 und der damit verbundene Zustrom zahlreicher, mit den indischen Verhältnissen nicht vertrauter Soldaten, die er als dafür Verantwortlicher, dazu noch unter großem Zeitdruck, unterbringen musste (so z. B. in Allahabad) sowie die Spannungen zwischen den Offizieren der Queen und dem Offizierskorps der Kompanie (Company Army), entfremdeten ihn mehr und mehr seiner Arbeit, so dass er den Dienst 1862 im Rang eines Colonel quittierte. Nach dem frühen Tod seiner beiden Gönner und Fürsprecher, Lord Dalhousie und Lord Canning, ohne Perspektive auf eine Karriere in England, zog sich Yule ins Privatleben zurück. Für seine Verdienste wurde er jedoch 1863 als Companion des Bathordens (CB) ausgezeichnet.

### Schriftstellerische Tätigkeiten nach dem Ausscheiden aus dem indischen Dienst
Nach Aufenthalten in der Schweiz, der Toskana und Savoyen ließ sich Yule, seiner herzkranken Frau und seiner Tochter zuliebe, die nächsten elf Jahre in dem wärmeren Klima Palermos auf Sizilien nieder, wo er sich der mittelalterlichen Geschichte und Geographie Süd- und Zentralasiens widmete. Dort erlebte er auch den letzten Krieg mit Österreich, die gewaltsame Unterdrückung der Mönchsorden und den Ausbruch der Cholera 1867, die durch Truppen eingeschleppt worden war. 1863 publizierte er den Bericht des Dominikanermönchs Jordanus Catalanus de Severac (1290–1336), des ersten Bischofs von Quilon an der indischen Malabarküste, 1866 Cathay and the Way Thither (1866), eine Sammlung früher Reiseberichte, sowie 1871 das Buch Book of Marco Polo, für das zahlreiche Archivreisen nach Venedig, Paris, Florenz und London unternahm sowie eine umfangreiche Korrespondenz führte und für die er unter anderem die Goldmedaille der Royal Geographical Society erhielt.
Betätigung im Freien (Sport, Natur, Gärtnern, Reiten) lagen Yule angesichts seiner ausgedehnten literarischen und historischen Interessen nicht, er galt jedoch als guter Schwimmer, war gesellig und gastfreundlich.

#### Die Auseinandersetzung mit H.M. Stanley
Nach dem Tod seiner Frau im Jahr 1875 kehrte Yule nach England zurück und wurde (durch Parlamentsbeschluss sogar lebenslanges) Mitglied des India Council (Indischen Rats), wo er sich mehrmals (vergeblich) für die Interessen der Einheimischen einsetzte. 1877 heiratete Yule erneut, seine zweite, zwanzig Jahre jüngere Frau Mary Wilhelma starb jedoch bereits 1881. Als Vizepräsident der Royal Geographical Society (1887–89) wandte er sich 1878 vehement gegen die brutalen Ansichten und Methoden, die der Afrikaforscher, Journalist und Buchautor Henry Morton Stanley (1841–1904) als Agent des belgischen Königs Leopold auf seinen Reisen im Kongo an den Tage gelegt hatte und verhinderte damit eine formale Grußadresse der Gesellschaft – eine Reaktion, die Yule in der kolonial aufgeheizten Atmosphäre der Zeit die Anwartschaft auf die Präsidentschaft der Society kostete.

### Wissenschaftliche Tätigkeiten und Ehrungen
1883 wurde er zum korrespondierenden Mitglied der Göttinger Akademie der Wissenschaften gewählt sowie als Ehrenmitglied (Honorary Fellow) in die Royal Society of Edinburgh aufgenommen.
In Zusammenarbeit mit dem Sanskritisten und Juristen Arthur C. Burnell (1840–1882) gab Yule zudem 1886 ein bis heute unverzichtbares Nachschlagewerk für angloindische Begriffe und Bezeichnungen heraus, den so genannten Hobson-Jobson : A Glossary of Colloquial Anglo-Indian Words and Phrases, and of Kindred Terms, Etymological, Historical, Geographical and Discursive, ein Werk, das ihm wohl die weiteste Verbreitung einbrachte und bis heute in der zweiten, erweiterten und ergänzten Auflage von 1903 (unter Mitarbeit von William Crooke) unverändert nachgedruckt wird.
Für die 1846 gegründete Hakluyt Society, deren Präsident er von 1877–89 war, gab Yule als sein letztes größeres Werk 1887–89 das dreibändige Tagebuch des Indien-Händlers und englischen Gouverneurs von Bengalen, William Hedges (1632–1701), heraus, das tiefe Einblicke in das Innen- und Alltagsleben der Kompanie gewährt und unter anderem die abenteuerliche Biographie von Thomas "Diamond" Pitt (1653–1727), des Großvaters von William Pitt enthält, der als Interloper (Freihändler) das Monopol der Englischen Ostindienkompanie herausforderte und mit dem Erwerb des Regent-Diamanten die Grundlage für das Familienvermögen der Familie Pitt legte.
1886 war Yule Royal Commissioner bei der Indian and Colonial Exhibition und wurde 1889 zum Knight Commander of the Order of the Star of India (KCSI) ernannt. Als Ratgeber für orientalische Angelegenheiten war er an der Entstehung des Oxford English Dictionary beteiligt.

### Sonstiges
- Yule litt wie sein Bruder Robert und fünf Generationen seiner Familie in mütterlicher Linie unter "Farbenblindheit" (Rot-Grün-Sehschwäche), was den Entdecker dieser Farbenfehlsicht, John Dalton, zu Untersuchungen an ihm anregte.[10]
- Yule konnte sehr hitzig, heftig aufbrausend und ungeduldig sein, gefolgt von Phasen tiefer Niedergeschlagenheit (Depression) und völligem Verstummen. Später gelang es ihm mehr und mehr, sich – teilweise durch Tricks wie Einzahlen in eine "Wutkasse" – zu disziplinieren und ausgeglichener zu werden.[11]
- Aufgrund seiner Ähnlichkeit mit Garibaldi (1807–1882) wurde Yule in Italien gelegentlich mit dem italienischen Freiheitshelden verwechselt.[12]
- Yule sprach fließend Deutsch und übersetzte Schillers Kampf mit dem Drachen ins Englische[13]

### Lebensbeschreibung, Schriften
Der posthum erschienenen dritten Ausgabe seines Marco Polo (1903) ist ein ausführliches Memoir seiner Tochter Amy Frances vorangestellt (S.XXVII-LXXIV); im Anschluss daran befindet sich ein nahezu vollständiges Verzeichnis seiner Schriften (S.LXXV-LXXVII).

## Hauptwerke
- The book of Ser Marco Polo the Venetian concerning the kingdoms and marvels of the East, 1871; 3. Auflage, John Murray, London 1903. (Digitalisat)
- mit Henri Cordier: Cathay and the Way Thither; Being a Collection of Medieval Notices of China. New Edition, Revised Throughout in the Light of Recent Discoveries; Second edition. Hakluyt Society. Second Series. Bände XXXVIII, XXXIII, XXXVII, XLI. London 1913–1916.
  - Band I: xxiii, (1), 318, (2), xxxvi pages + frontis + 2 folding maps.
  - Band II: xii, (2) 367 pages + frontis + 5 in-text illustrations + 3 maps on one folding sheet in pocket at end.
  - Band III: xv, (1), 359 pages + 3 in-text illustrations.
  - Band IV: xii, (2), 269 pages + folding map in pocket at end of Volume IV.

- Inhalt:
  - Dedication and Preface; Preface to Second Edition; Table of Contents: Preliminary Essay on the Intercourse of China and the Western Nations Previous to the Discovery of the Sea-Route by the Cape; Cathay and the Way Thither:
  - Band I: The Travels of Friar Odoric of Pordenone (1316–1330).
  - Band II: Letters and Reports of Missionary Friars from Cathay and India (1292–1338).
  - Band III: Cathay Under the Mongols: Extracted from Rashiduddin’s History (circa 1300–1307).
  - Band IV: Pegolotti's Notices of the Land Routes to Cathay, etc. (circa 1330–1340).
  - Band V: John de Marignolli's Recollections of Eastern Travel (1338–1353).
  - Band VI: Ibn Batuta's Travels in Bengal and China (circa 1347).
  - Band VII: The Journey of Benedict Goes from Agra to Cathay (1602–1607); Notes; Index.

## Zitate
- "I have not to praise a work which has been for a long time the vade-mecum of all those engaged in the study of the Far East in Ancient and Middle Ages. All agree in considering it as the indispensabl e guide of all those interested in the historical geography not only of China, not only of Central Asia, but also of Asia at large. At the time of its appearance, it included well nigh all that was then known regarding the history of the East, notwithstanding the title showing the modesty of the learned editor. "- Aus dem Vorwort von Henry Cordier zur zweiten Ausgabe (1915)
- "Tyrannei und Grausamkeit erregten seinen Zorn und seine Empörung, und so erhob er heftigen Protest gegen die Methoden eines H.M. Stanley. Was seinen Groll - von der Grausamkeit abgesehen - als nächstes erregte, war das Versäumnis eines Autors, seinem Werk ein Register beizugeben." - Markham, The Royal Geographical Society (1881), S. 461, zitiert und übersetzt nach Driver: Yule. In: Oxford Dictionary of National Biography. (ODNB)
- "Auch in den Literaturen von Frankreich, Italien, Deutschland und anderen Ländern ist der mächtig treibende Einfluss der Yuleschen Methode, welche wissenschaftliche Gründlichkeit mit anmuthender Form verbindet, bemerkbar"; Freiherr von Richthofen. In: Verhandlungen der Gesellschaft für Erdkunde zu Berlin xvii (1890). zitiert nach Amy Frances Yule,: Memoir. S.lxii.
- Über Henry Yules Marco-Polo-Ausgabe: "Die Kommentare dieses vielsprachigen englischen Indienkenners und Spezialisten für Reiseliteratur sind für die Polo-Forschung noch immer nützlich; für Laien und Fachleute bleiben sie eine faszinierende Lektüre." Elise Guignard: Marco Polo. Il Milione. Die Wunder der Welt. Manesse, Zürich 1983, S. 444: Nachwort.

## Weitere Werke
- mit Arthur C. Burnell; William Crooke (Hrsg.): Hobson-Jobson. 1886.
- Fortification for the use of officers and students. 2. Auflage, Edinburg 1854 f.
- Narrative of the mission sent by the government of India to the court of Ava in 1855. London 1858.
- (Übersetzung aus dem Lateinischen:) [Jordanus]: Mirabilia descripta. The wonders of the East etc. London 1863.
- Geography and history of the regions on the Oxus. London 1872.